# 仙台市交通局東仙台営業所
仙台市交通局東仙台営業所（せんだいしこうつうきょく ひがしせんだいえいぎょうしょ）は、宮城県仙台市宮城野区燕沢にある仙台市交通局自動車部（仙台市営バス）の営業所。

## 概要
構内は営業所庁舎と東仙台整備工場、給油施設、洗浄施設、車庫、バス停留所（後述）を設置する。営業所イラストマークはうさぎ。
1959年（昭和34年）、仙台市の発展とともに市東北部からの通勤・通学利用者の増加により、岩切線しかなかったバス路線は、運行本数の増加と路線新設が求められていた。同時に、中心部の市街地化進行により車庫を郊外に移設する必要もあったため、新設の営業所として設置された。その後1968年（昭和43年）には、市による宅地開発事業として鶴ヶ谷団地の造成が開始され、1971年（昭和46年）にはバス路線も開設して乗客が増加する時期にあった。1980年（昭和55年）には、交通局の中で最も車両数の多い営業所となっている。1987年（昭和62年）、地下鉄開業により路線再編を行い、地下鉄駅への乗り入れを開始した。
仙台市東部の宮城野区（鶴ヶ谷・東仙台方面）、泉区（南光台・旭ヶ丘方面）を事業範囲としている。営業所周辺が住宅地であるため、小鶴新田駅・鶴ヶ谷団地・安養寺からの出入庫系統の他、基本路線（通勤・生活路線）として東仙台営業所線（中江経由）が1時間に2 - 4本設定されている。
岩切線（出入庫扱いの[X210]を除く）と東仙台営業所線（新田二丁目東系統に限る）は、以前は県庁市役所前発着であったが、2005年（平成17年）3月28日のダイヤ改正から交通局大学病院前発着に変更されている（上り便は県庁市役所前経由、下り便は定禅寺通経由である）。尚東仙台営業所線の内、新田二丁目東系統は2015年12月6日から全て川内営業所に移管されたが、後に霞の目営業所とともに共管路線となっている。配置車両は主にUDトラックス（旧:日産ディーゼル）と日野。在籍両数は大型車両が65両、中型が8両、小型が1両。中型車は主に狭隘路線である高松・安養寺線、小型車は余目線で運用されている。また仙台市ガス局の本庁舎に設置された天然ガススタンドに近く、導入車の大半がCNG車であった時期もある。
かつては、塩竈市に塩釜出張所を設置して管理下に置いていたが、1992年（平成4年）に廃止している。1994年（平成6年）に営業所から降格した仙台市交通局七北田出張所も2011年（平成23年）6月まで当所の管理下であった。2010年（平成22年）4月に新設された新寺出張所も管理下においていた。
当営業所は、2010年（平成22年）4月から5年契約で宮城交通に運転・車両管理業務委託の契約を行い、この段階では全部を委託せずに、そのうちの一部を新寺出張所として分割した上で契約開始当初から委託し、営業所本所がその2年後となる2012年（平成24年）4月からの委託予定とする契約となっていたが、10ヶ月前倒しした2011年（平成23年）6月に受託事業所の振替が行われ、営業所本所が委託、新寺出張所が直轄化されることになった。これに伴い新寺出張所が長町営業所の管轄下に変更されたほか、2009年（平成21年）4月よりJRバス東北に委託中の七北田出張所が実沢営業所の管轄下に変更された。

## 事業所
- 東仙台営業所
  - 宮城県仙台市宮城野区燕沢一丁目27-10
    - 2011年（平成23年）6月に受委託実施事業所の変更が行われ、宮城交通に車両管理・運転業務を委託。
    - 契約期間は新寺出張所委託開始から起算し5年間のため、2015年（平成27年）3月までの予定。

### 過去に管轄下にあった出張所
- 七北田出張所
  - 宮城県仙台市泉区八乙女中央三丁目7-55
    - 1994年（平成6年）に出張所に格下げされて以降、2011年（平成23年）6月まで当所の管理下であった。現在は実沢営業所管轄。
    - 2009年（平成21年）4月よりジェイアールバス東北に車両管理・運転業務を委託しており、同社の七北田事業所を併設。
- 新寺出張所
  - 仙台市若林区新寺一丁目1-30
    - 2010年（平成22年）4月に東仙台営業所受委託実施の前段として、新寺駐車場を出張所に昇格、宮城交通に車両管理・運転業務を委託。
    - 2011年（平成23年）6月より東仙台営業所本所が受委託されたため、新寺出張所は直轄化のうえ長町営業所管轄に変更。
    - 2012年（平成24年）4月より業務停止中の岡田出張所との機能統合に伴い、当出張所が再度宮城交通へ受託する形となったため、長町営業所管轄から霞の目営業所管轄に変更。
- 塩釜出張所（1992年廃止）
  - 宮城県塩竈市新浜町二丁目3-13

## 沿革
- 1959年（昭和34年）11月1日 - 東仙台営業所開設。
- 1969年（昭和44年）11月7日 - 塩釜車庫を移転、東仙台営業所の出張所とする。
- 1992年（平成4年）7月14日 - 塩釜出張所閉所。塩釜線、七ヶ浜線を宮城交通へ移管。
- 1994年（平成6年）3月28日 - 七北田営業所を出張所に降格、東仙台営業所の管轄に変更（七北田営業所の管轄だった泉パークタウン出張所は実沢営業所の管轄に変更）。
- 1998年（平成10年）3月 - 仙台市交通局として初めてワンステップバスを導入し、当営業所にも新造配置される。
- 2000年（平成12年）3月 - 仙台市交通局として初めてCNGバスを導入し、当営業所に新造配置される。
- 2007年（平成19年）3月 - 当営業所で初めてノンステップバスを新造配置される。
- 2010年（平成22年）4月1日 - 新寺出張所を開設、東仙台営業所管内の車両運行業務の一部を同出張所へ分割し、同出張所扱いとなった車両運転業務を5年契約（東仙台営業所本所を2年後に委託するものを含む）で宮城交通に委託。
- 2011年（平成23年）6月1日 - 受委託事業所の振替を実施（当初、2012年4月からの予定であったのを前倒しで行った）し、当営業所の車両運転業務を宮城交通に委託。これに伴い当営業所の管轄下であった新寺出張所が直轄化の上で長町営業所の管轄下に、同じく七北田出張所は委託継続のまま実沢営業所の管轄下に変更された。
- 2012年（平成24年）4月1日 - 東仙台整備工場の業務を宮城交通に委託[2]。

## 所管路線

### 東仙台営業所線
- 110系統・市営バス東仙台営業所前行（2023年4月12日）110/S110系統

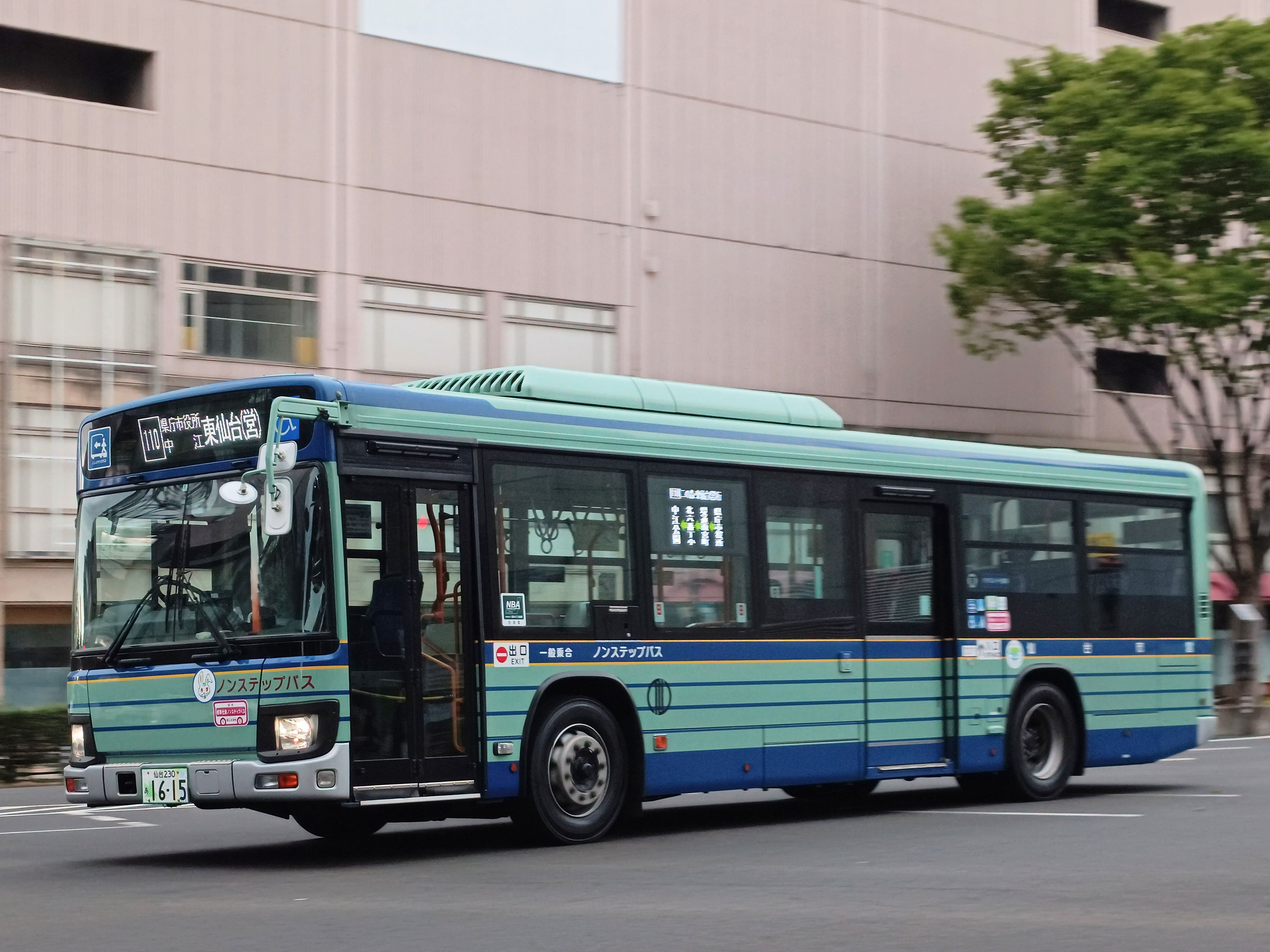
110系統・市営バス東仙台営業所前行（2023年4月12日）

  - 仙台駅前 - 電力ビル前 - 県庁市役所前 - 附属小学校前 - 宮町五丁目・東照宮駅入口 - 中江公園前 - 幸町二丁目 - 二の森 - 保健環境センター・青年会館前 - 東仙台四丁目 - 東仙台小学校前 - 市営バス東仙台営業所前
- 115系統
  - 広瀬通一番町 - 二高・宮城県美術館前 - 澱橋通 - 尚絅学院中学高校前 - 東北大学病院前 - 附属小学校前 - 宮町五丁目・東照宮駅入口 - 中江公園前 - 幸町二丁目 - 二の森 - 保健環境センター青年会館前 - 東仙台小学校前 - 市営バス東仙台営業所前
- X210/S210系統
  - 仙台駅前 - 原町二丁目 - 宮城野区役所前 - ガス局前 - 案内公園前 - 市営バス東仙台営業所前
- 213系統
  - 市営バス東仙台営業所前 → 案内公園前 → ガス局前 → 宮城野区役所前 → 原町二丁目 → 錦町公園前 → 県庁市役所前 → 大学病院前 → 宮城一高前 → 交通公園・三居沢水力発電所前 → 市営バス川内営業所前
- 215/K215系統（川内営業所、霞の目営業所と共管）
  - 交通局大学病院前 - 定禅寺通市役所前（復路：県庁市役所前） - 電力ビル前 - 仙台駅前 - 原町二丁目 - 宮城野区役所前 - 平成二丁目 - 新田二丁目東
    - 2015年12月6日に川内営業所へ全て移管されたが、2018年4月から再び当所と霞の目営業所の担当が再開した[3]。

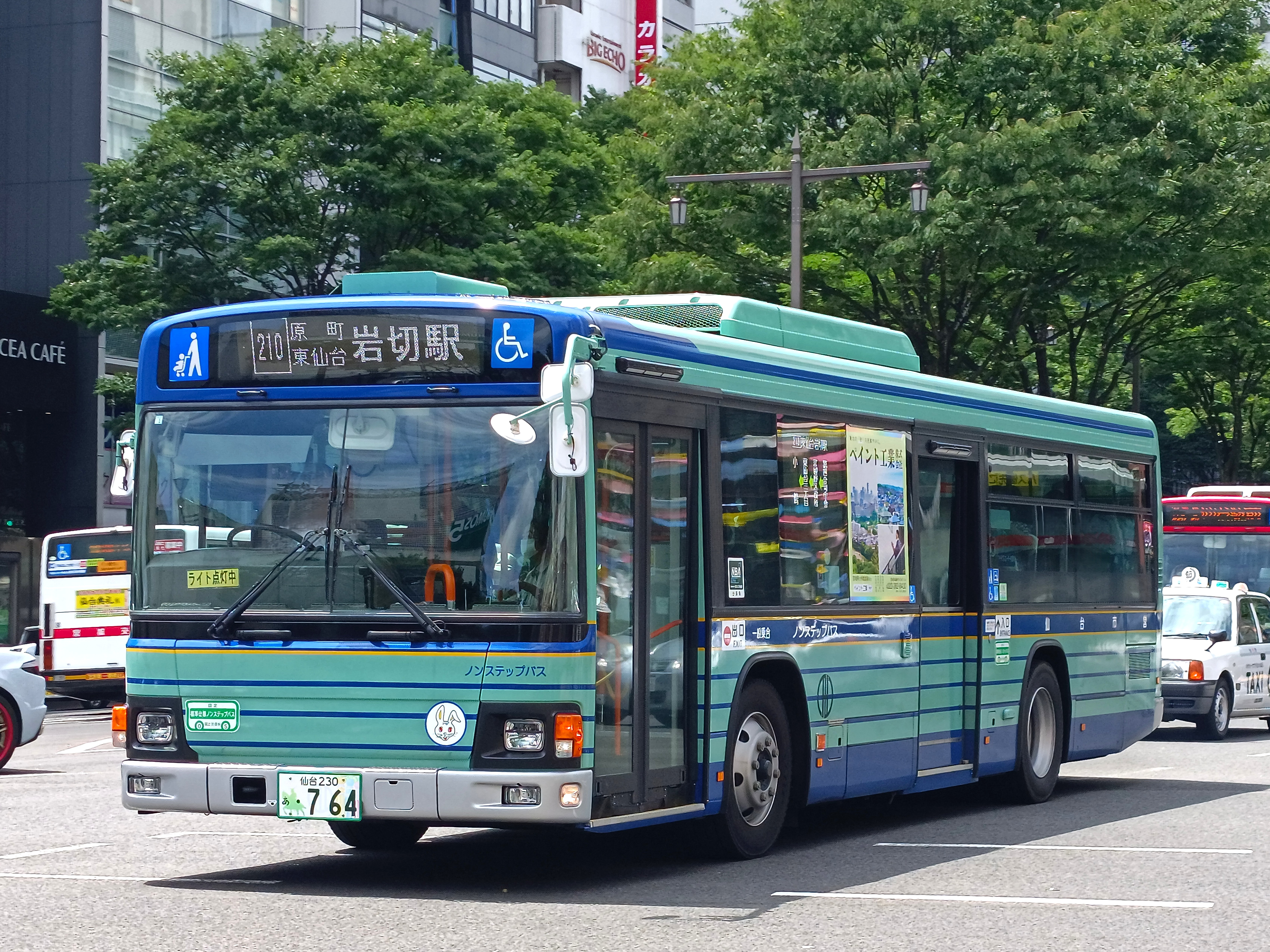
210系統・岩切駅行（2024年8月1日）

### 岩切線
- 210/K210系統
  - 交通局東北大学病院前 - 定禅寺通市役所前（復路：県庁市役所前） - 電力ビル前 - 仙台駅前 - 原町二丁目 - 宮城野区役所前 - ガス局前 - 案内公園前 - 市営バス東仙台営業所前 - 燕沢東 - 岩切一丁目 - 今市橋 - 岩切駅
  - 東仙台営業所 - 岩切駅の区間運転も設定されている。
- 211/K211系統
  - 交通局東北大学病院前 - 定禅寺通市役所前（復路：県庁市役所前） - 電力ビル前 - 仙台駅前 - 原町二丁目 - 宮城野区役所前 - ガス局前 - 案内公園前 - 市営バス東仙台営業所前 - 燕沢東 - 岩切一丁目 - 今市橋 - 岩切駅 - 岩切分台二丁目
  - 平日1.5往復のみ運転。

### 鶴ケ谷・南光台線

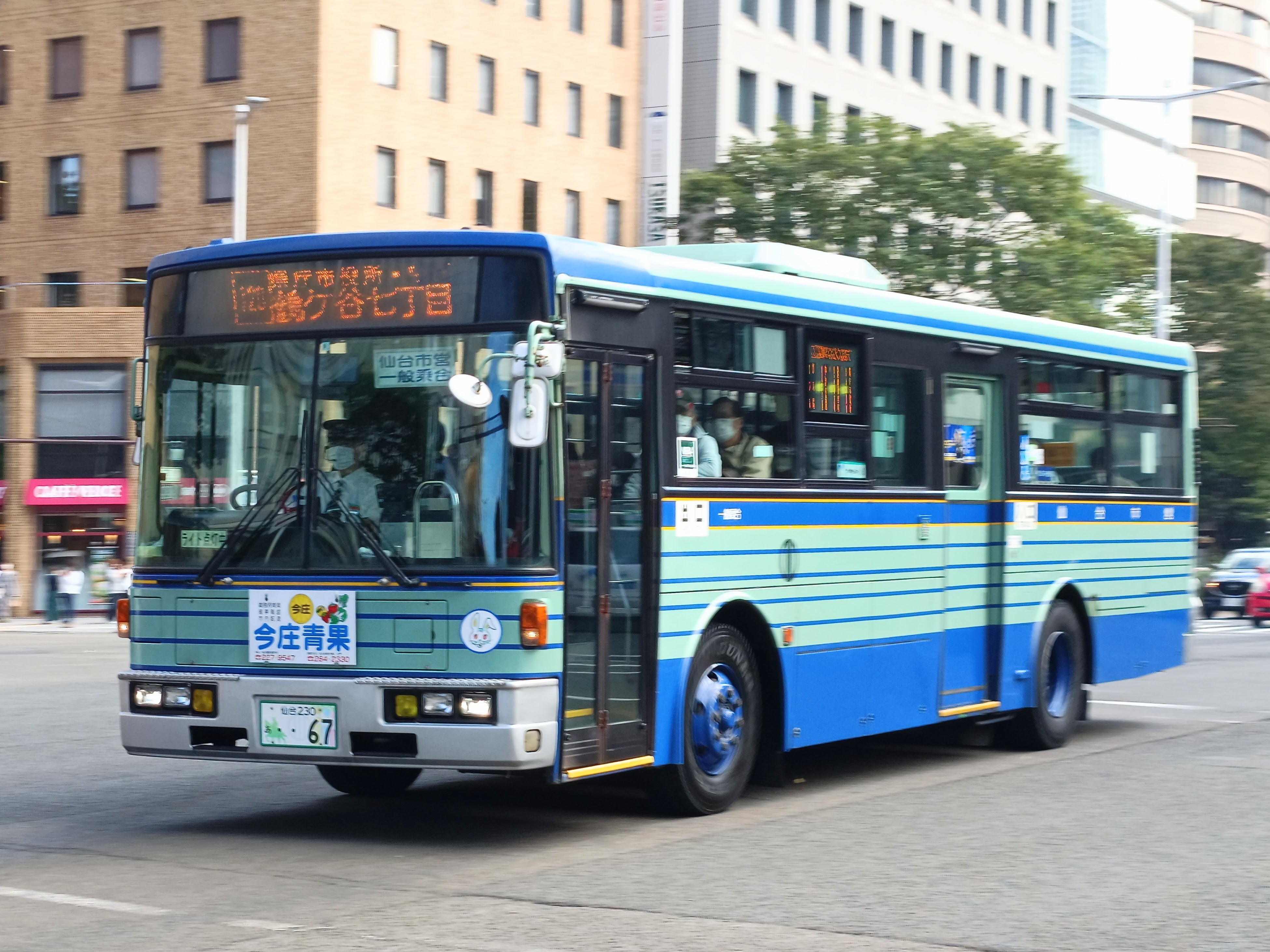
120系統・鶴ケ谷七丁目行（2022年10月14日）

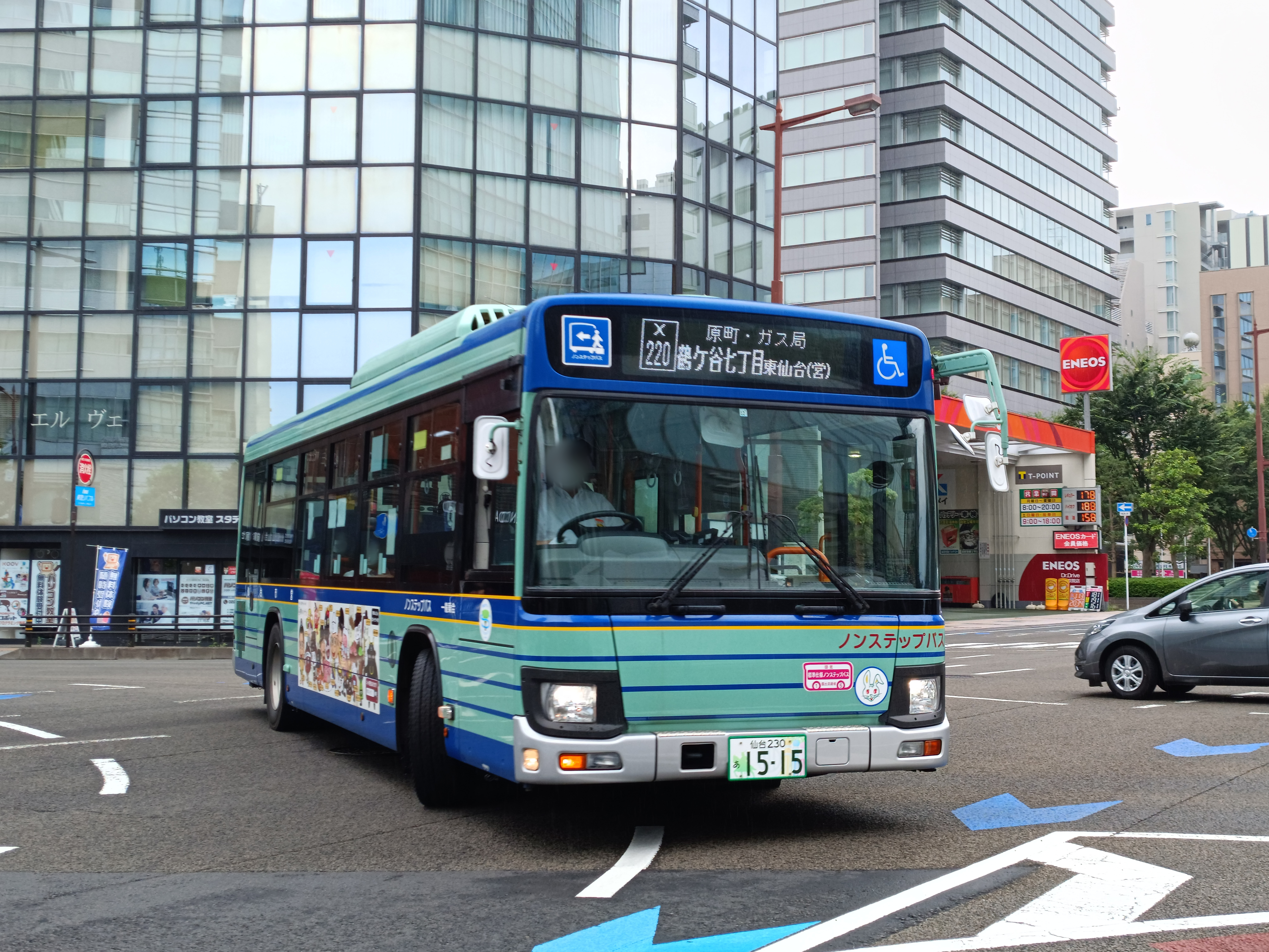
X220系統・東仙台営業所行（2022年8月20日）

45系統、D50/A50系統、55/D55系統は七北田出張所と共管。
- 120/S120系統
  - 仙台駅前 - 電力ビル前 - 県庁市役所前 - 附属小学校前 - 宮町五丁目・東照宮駅入口 - 中江公園前 - 幸町二丁目 - 幸町五丁目 - ガス局前 - 保健環境センター青年会館前 - 鶴ケ谷三丁目三高前 - 鶴ケ谷四丁目 - 鶴ケ谷五丁目 - 鶴ケ谷七丁目
- A120/S120系統
  - 仙台駅前 - 電力ビル前 - 県庁市役所前 - 附属小学校前 - 宮町五丁目・東照宮駅入口 - 中江公園前 - 幸町二丁目 - 幸町五丁目 - ガス局前 - 保健環境センター・青年会館前 - 鶴ケ谷三丁目三高前 - 鶴ケ谷四丁目 - 鶴谷小学校前 - 鶴ケ谷五丁目 - 鶴ケ谷六丁目東小学校前 - 鶴ケ谷六丁目西 - 鶴ケ谷七丁目 - オープン病院・教育センター前 - 南光台小学校前 - 旭ケ丘駅
- X120/S120系統
  - 仙台駅前 - 電力ビル前 - 県庁市役所前 - 附属小学校前 - 宮町五丁目・東照宮駅入口 - 中江公園前 - 幸町二丁目 - 幸町五丁目 - ガス局前 - 保健環境センター・青年会館前 - 鶴ケ谷三丁目三高前 - 鶴ケ谷四丁目 - 鶴谷小学校前 - 鶴ケ谷五丁目 - 鶴ケ谷六丁目東小学校前 - 鶴ケ谷七丁目 - 鶴ケ谷七丁目南 - 鶴ケ谷東光台団地前 - 鶴ケ谷団地入口 - 保健環境センター・青年会館前 - 東仙台小学校前 - 市営バス東仙台営業所前
- 220/S220系統
  - 仙台駅前 - 原町二丁目 - 宮城野区役所前 - ガス局前 - 保健環境センター青年会館前 - 鶴ケ谷三丁目三高前 - 鶴ケ谷四丁目 - 鶴谷小学校前 - 鶴ケ谷五丁目 - 鶴ケ谷七丁目
- 220/J220系統
  - 交通局東北大学病院前 - 定禅寺通市役所前 - 電力ビル前（復路：広瀬通駅） -  仙台駅前 - 原町二丁目 - 宮城野区役所前 - ガス局前 - 保健環境センター青年会館前 - 鶴ケ谷三丁目三高前 - 鶴ケ谷四丁目 - 鶴谷小学校前 - 鶴ケ谷五丁目 - 鶴ケ谷七丁目
- A220/S220系統
  - 仙台駅前 - 原町二丁目 - 宮城野区役所前 - ガス局前 - 保健環境センター青年会館前 - 鶴ヶ谷三丁目三高前 - 鶴ケ谷四丁目 - 鶴ケ谷五丁目 - 鶴ケ谷六丁目東小学校前 - 鶴ケ谷六丁目西 - 鶴ケ谷七丁目 -  オープン病院・教育センター前 - 南光台小学校前 - 旭ケ丘駅
- X220/S220系統
  - 仙台駅前 - 原町二丁目 - 宮城野区役所前 - ガス局前 - 保健環境センター青年会館前 - 鶴ケ谷三丁目三高前 - 鶴ケ谷四丁目 - 鶴ヶ谷五丁目 - 鶴ケ谷七丁目 - 鶴ケ谷七丁目南 - 鶴ケ谷東光台団地前 - 鶴ケ谷団地入口 - 保健環境センター・青年会館前 - 東仙台小学校前 - 市営バス東仙台営業所前
- 240/S240系統
  - 仙台駅前 - 宮町二丁目 - 宮町五丁目・東照宮駅入口 - 東北医科薬科大・東北高校前 - 南光台入口 - 南光台二丁目 - 旭ケ丘駅
- 240/J240系統
  - 交通局東北大学病院前 - 定禅寺通市役所前 - 電力ビル前（復路：広瀬通駅） -  仙台駅前 - 宮町二丁目 - 宮町五丁目・東照宮駅入口 - 東北医科薬科大・東北高校前 - 南光台入口 - 南光台二丁目 - 旭ケ丘駅
- 45系統と共管）
  - 旭ケ丘駅 - 南光台五丁目 - 南光台中学校前
- 50(X50)/A50系統
  - 旭ケ丘駅 - 南光台小学校前 - オープン病院・教育センター前 - 鶴ケ谷七丁目（ - 鶴ヶ谷八丁目 - 保健環境センター青年会館前 - 東仙台小学校前 - 市営バス東仙台営業所前）
- D50/A50系統
  - 旭ケ丘駅 - 南光台小学校前 - オープン病院・教育センター前 - 鶴ケ谷七丁目 - 鶴ケ谷保育所入口 - 鶴ケ谷三丁目三高前 - 鶴ケ谷四丁目 - 自由ケ丘 - 南光台保育園入口 - 南光台入口 - 台原駅
- D51/A51系統
  - 旭ケ丘駅 - 南光台小学校前 - オープン病院・教育センター前 - 鶴ケ谷七丁目 - 鶴ケ谷八丁目 - 安養寺配水所前 - 与兵衛沼公園前 - 南光台入口 - 台原駅
- X53/A53系統
  - 旭ケ丘駅 - 南光台小学校前 - オープン病院・教育センター前 - 鶴ケ谷七丁目 - 鶴ケ谷七丁目南 - 保健環境センター青年会館前 - 東仙台小学校前 - 市営バス東仙台営業所前
- D53/A53系統
  - 旭ケ丘駅 - 南光台小学校前 - オープン病院・教育センター前 - 鶴ケ谷七丁目 - 鶴ケ谷七丁目南 - 安養寺配水所前 - 与兵衛沼公園前 - 南光台入口 - 台原駅
- 55系統
  - 台原駅 - 南光台入口 - 南光台保育園入口 - 自由ケ丘 - 鶴ケ谷四丁目 - 鶴ケ谷三丁目三高前 - 鶴ケ谷保育所入口 - 鶴ケ谷七丁目
- X55/D55系統
  - 台原駅 - 南光台入口 - 南光台保育園入口 - 自由ケ丘 - 鶴ケ谷四丁目 - 鶴ケ谷三丁目三高前 - 鶴ケ谷保育所入口 - 鶴ケ谷七丁目 - 鶴ケ谷七丁目南 - 保健環境センター青年会館前 - 東仙台小学校前 - 市営バス東仙台営業所前
- H55/D55系統
  - 台原駅 - 南光台入口 - 南光台保育園入口 - 自由ケ丘 - 鶴ケ谷四丁目 - 鶴ケ谷三丁目三高前 - 鶴ケ谷保育所入口 - 鶴ケ谷七丁目 - 鶴ケ谷団地入口 - ガス局前 - 原ノ町駅・宮城野区役所前

### 東黒松団地線
- 41系統（七北田出張所と共管）
  - 台原駅 - 旭ヶ丘二丁目 - 旭ヶ丘駅

### 高松・安養寺線
- D130/S130系統

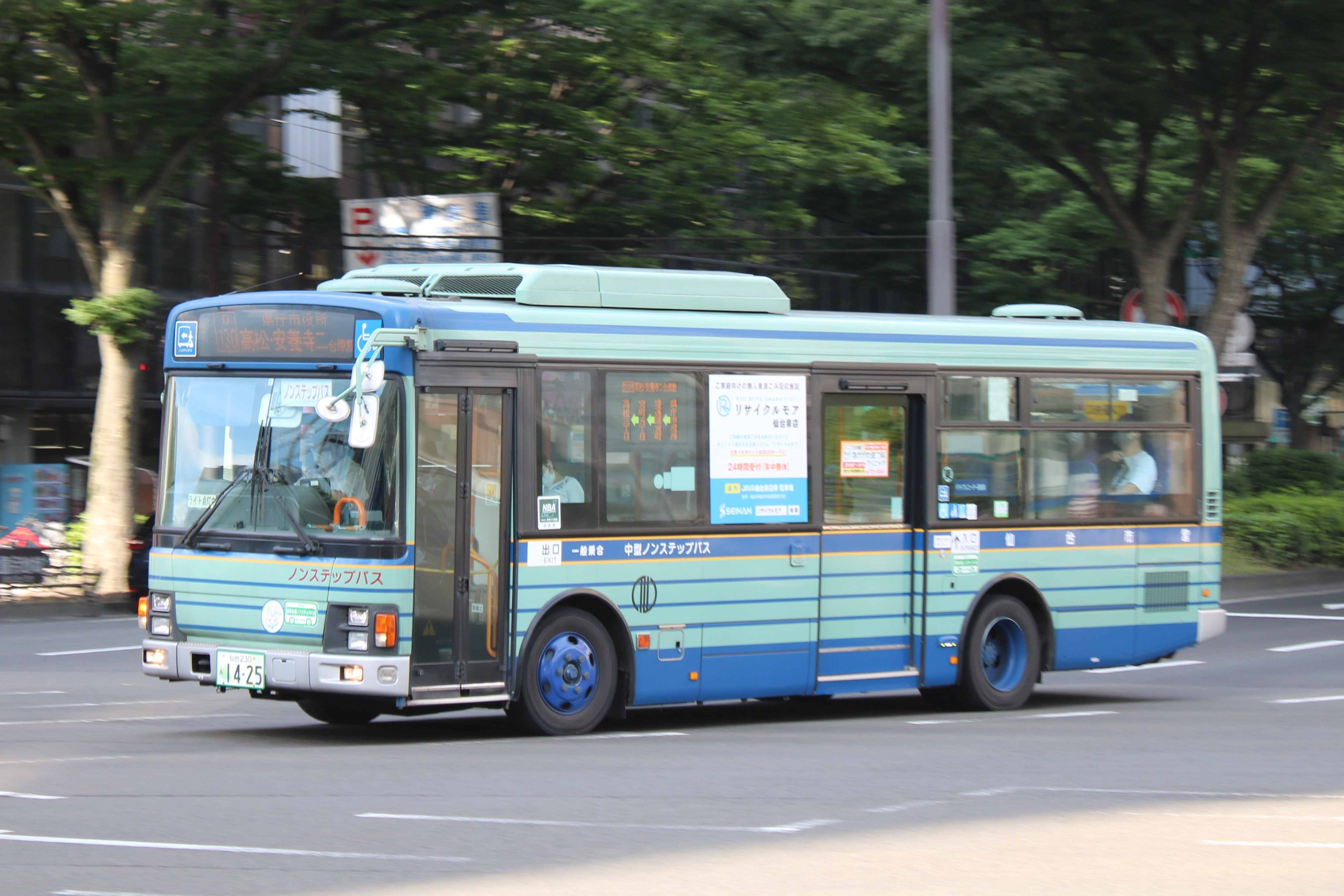
D130系統・安養寺二丁目行（2022年6月26日）

  - 仙台駅前 - 電力ビル前 - 県庁市役所前 - 附属小学校前 - 宮町五丁目・東照宮駅入口 - 高松三丁目 - 二の森東 - 安養寺二丁目 - 与兵衛沼公園前 - 南光台入口 - 台原駅
- 130(X130)/S130系統
  - 仙台駅前 - 電力ビル前 - 県庁市役所前 - 附属小学校前 - 宮町五丁目・東照宮駅入口 - 高松三丁目 - 二の森 - 安養寺二丁目（ - 保健環境センター・青年会館前 - 東仙台小学校前 - 市営バス東仙台営業所前）
- 135/S135系統
  - 仙台駅前 - 電力ビル前 - 県庁市役所前 - 附属小学校前 - 宮町五丁目・東照宮駅入口 - 東照宮一丁目 - 小松島小学校前 - 幸町一丁目 - 二の森 - 安養寺二丁目 - 与兵衛沼公園前 - 南光台入口 - 台原駅
- 60系統
  - 原ノ町駅・宮城野区役所前 - ガス局前 - 幸町二丁目 - 二の森 - 安養寺二丁目 - 与兵衛沼公園前 - 南光台入口 - 台原駅
- 65系統
  - 台原駅 - 南光台入口 - 与兵衛沼公園前 - 安養寺配水所前 - 保健環境センター青年会館前 - 東仙台小学校前 - 市営バス東仙台営業所前

### 瞑想の松線
- 250/S250系統（東仙台営業所と共管）
  - 仙台駅前 - 宮町二丁目 - 宮町五丁目・東照宮駅入口 - 東北医科薬科大・東北高校前 -　台原駅

### 高砂線
- 78系統（霞の目営業所と共管）
  - 小鶴新田駅 - 仙台市民球場前 - 田子西市営住宅前 - 田子西 - 福室三丁目 - 高砂市民センター前 - 高砂二丁目 - 陸前高砂駅

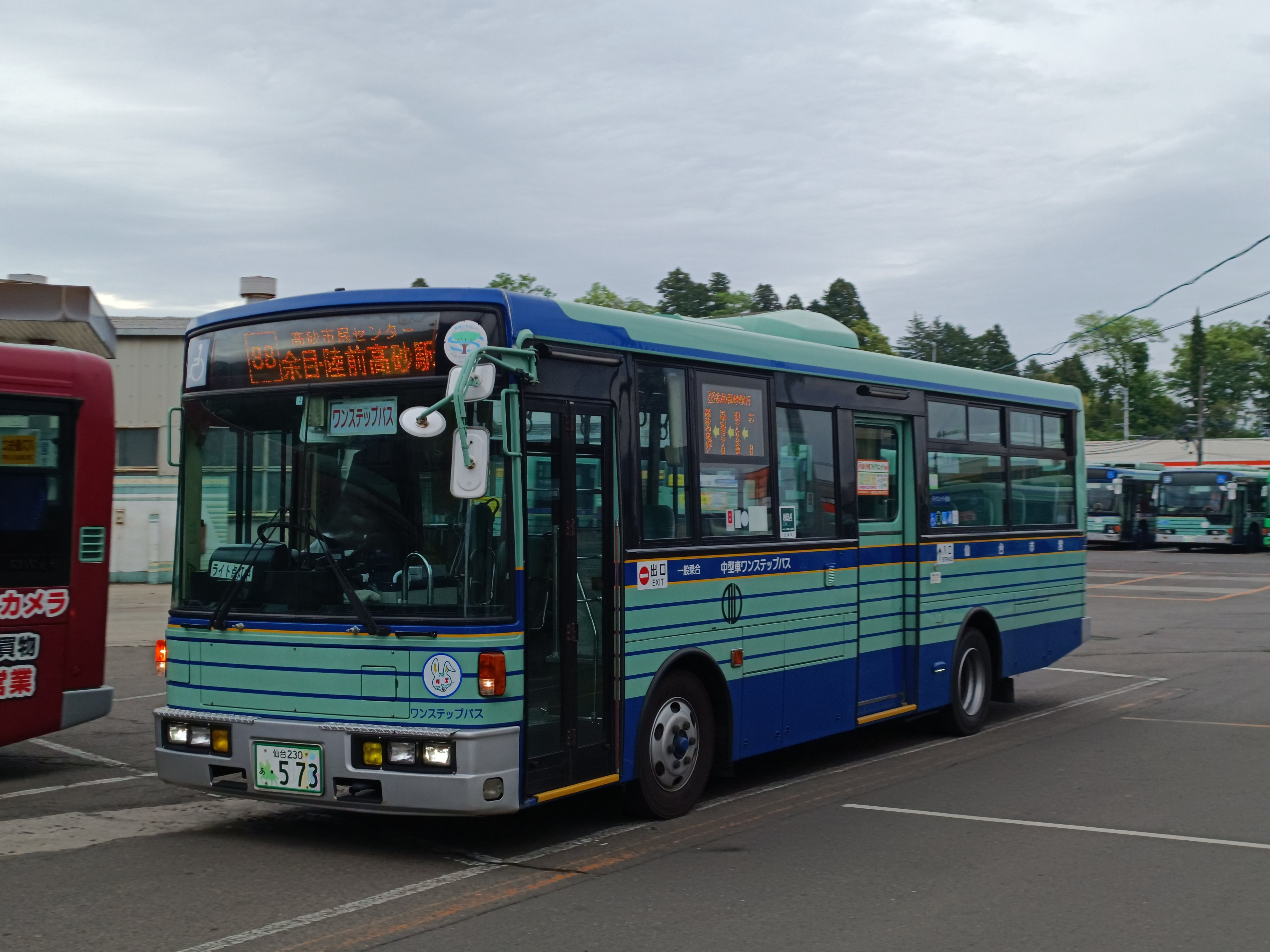
88系統・陸前高砂駅行（2023年5月6日）

    - 2015年4月1日運行開始。

### 余目線
- 88/X88系統
  - 陸前高砂駅 - 高砂二丁目 - 高砂市民センター前 - 福田町第二市営住宅入口 - 田子小学校前 - 田子公会堂前 - 田子西 - 余目（ - 燕沢東 - 市営バス東仙台営業所前）

### 卸町線

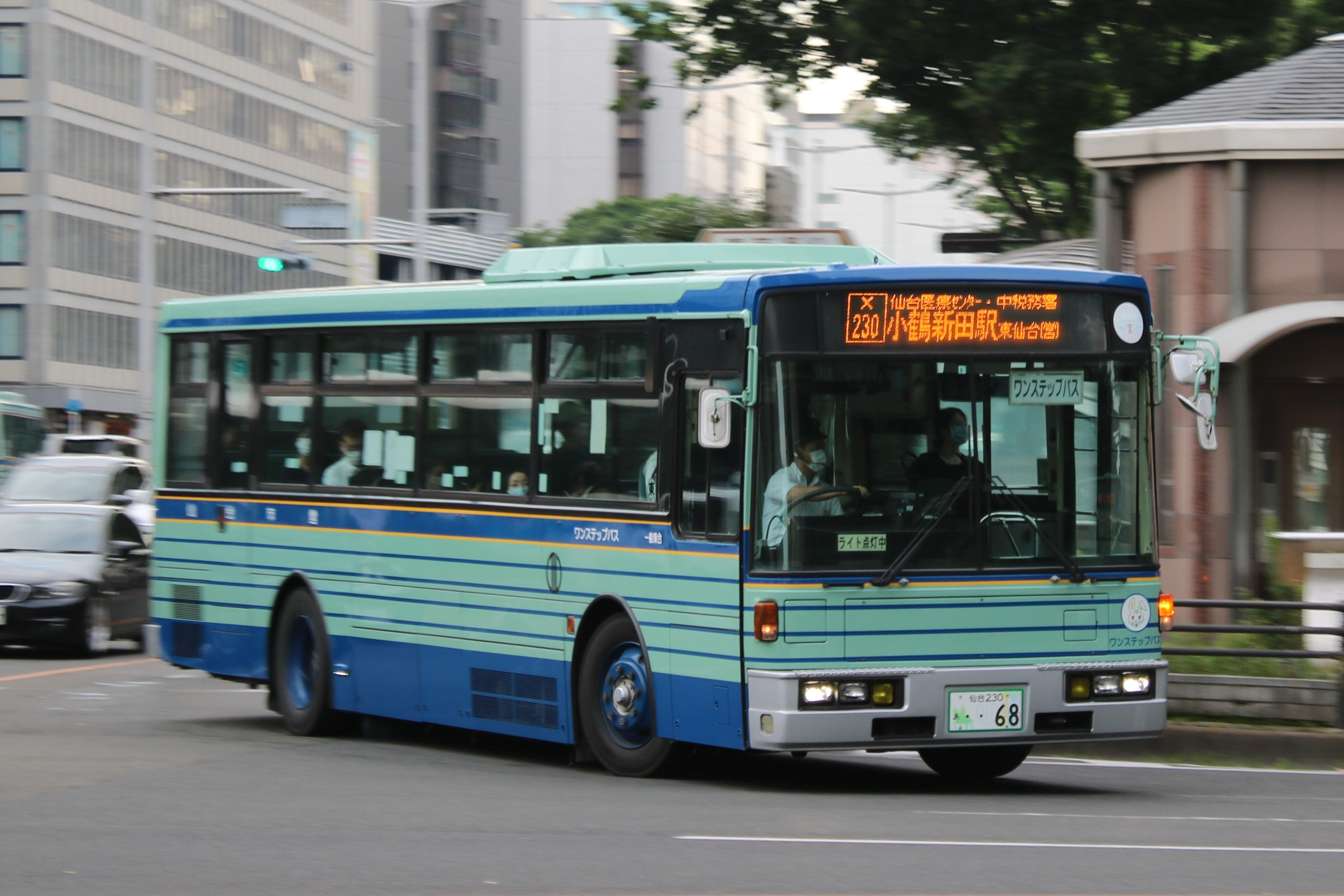
X230系統・市営バス東仙台営業所前行（2022年6月28日）

X230/X233系統を除き、霞の目営業所と共管。
- 230(X230)/J230系統
  - 交通局東北大学病院前 - 定禅寺通市役所前 - 電力ビル前 - 仙台駅前 - 仙台医療センター前 - 銀杏町 - トラックターミナル・中税務署入口 - 日の出町一丁目 - 小鶴新田駅（ - 新田東一丁目 - 仙台市民球場前 - 燕沢東 - 市営バス東仙台営業所前）
- 233(X233)/J233系統
  - 交通局東北大学病院前 - 定禅寺通市役所前 - 電力ビル前 - 仙台駅前 - 仙台医療センター前 - 銀杏町 - 卸町会館前 - 中央卸売市場 - 日の出町一丁目  - 小鶴新田駅（ - 新田東一丁目 - 仙台市民球場前 - 燕沢東  - 市営バス東仙台営業所前)

### 東部工場団地線
- 57系統
  - 旭ケ丘駅 - 南光台小学校前 - 鶴ケ谷四丁目北 - 鶴ケ谷四丁目中 - 鶴ケ谷一丁目 - 鶴ケ谷三丁目三高前 - 保健環境センター・青年会館前 - ガス局前 -（旭ケ丘駅行きのみ 東郵便局前）- 銀杏町北 - 銀杏町 - 卸町会館前 - 中央卸売市場正門前 - 東部工場団地 - 狐塚 - 岡田西町 - 南高屋敷 - 六丁の目北町 - 六丁の目南町 - 荒井駅
- 75/X75系統
  - 市営バス東仙台営業所前 - 燕沢東 - 仙台市民球場前 - 新田東一丁目 - 小鶴新田駅 - 日の出町一丁目 - 扇町二丁目・小鶴老人福祉センター入口 - 扇町五丁目南 - 食肉市場入口 - 福田町四丁目 - 狐塚 - 東部工場団地 - 若林体育館前 - 卸町東四丁目 - 六丁の目南町 - 荒井駅
  - 75系統（小鶴新田駅発荒井駅行き）は霞の目営業所が担当。
- 2015年12月6日に運行開始。

## 移管路線
- 85系統
  - 陸前高砂駅 - 高砂二丁目 - 高砂市民センター前 - 福室三丁目 - 高砂市営住宅東 - 高橋 - 高砂市営住宅西
- 205/J205系統
  - 交通局東北大学病院前 - 定禅寺通市役所前 - 電力ビル前（復路：広瀬通駅） -  仙台駅前 - 原町二丁目 - 宮城野区役所前 - 苦竹駅前 - 日の出町一丁目 - 扇町二丁目小鶴老人福祉センター入口 - 扇町六丁目 - 福田町 - 陸前高砂駅 - 誓渡寺前 - 高橋 - 高砂市営住宅西
    - 両系統とも霞の目営業所に移管。

## 廃止系統
- 新田二丁目東 - 案内公園前 - 市営バス東仙台営業所前
  - 215/K215系統の出入庫扱いであったが、2015年12月6日に川内営業所へ全て移管された為、廃止。

## 特例運賃
- 仙台駅 - 県庁市役所 - 東仙台営業所間の運賃計算は、岩切線（210系統・X210系統）の走行距離に準拠しており、110系統（東仙台営業所線）・鶴ヶ谷南光台線出入庫（X120系統）・高松安養寺線出入庫（X130系統）では路線距離当たりの運賃が他系統よりも安く設定されている。この為、X120系統・X130系統では、鶴ヶ谷団地内及び安養寺団地内までの運賃（290円 - ）より終点までの運賃（250円）の方が安くなる。なお、同じ出入庫系統であっても、2000年代以降に設定された路線（小鶴系統など）はこの特例が設定されない。